# Seoirse Brún
Pour les articles homonymes, voir George Brown (homonymie), Brown et Brun.
 (septembre 2016).
 (septembre 2016).
Si vous disposez d'ouvrages ou d'articles de référence ou si vous connaissez des sites web de qualité traitant du thème abordé ici, merci de compléter l'article en donnant les références utiles à sa vérifiabilité et en les liant à la section « Notes et références ».
Seoirse Brún (George Browne), est un scribe irlandais, fl. 1876. 

Brún, originaire de Creggduff, Annaghdown (en), dans le comté de Galway, est uniquement connu par un manuscrit intitulé RBÉ F006. Il contient la note suivante :
Ce livre lui appartient, c’est certain. Aucune autre personne dans cette localité ne peut revendiquer ce livre, si ce n’est lui seul. Quand il sera mort et que ses os seront en poussière, Ce petit livre dira son nom quand il sera complètement oublié.
Donné de ma main ce 18e jour d’octobre 1876 — George Browne, Cregg Duff, Annadown, Comté de Galway, Irlande, l’Iliade européenne.
Il se peut qu’il soit un descendant de l’une des familles des Tribes of Galway, la famille Browne.